# Max More
Max T. O'Connor (Bristol, 20 de enero de 1964), conocido como Max More, es un filósofo y futurólogo que escribe y da conferencias sobre prospectiva y el impacto de las tecnologías emergentes. 
Fundador del Extropy Institute, ha escrito numerosos artículos exponiendo la filosofía transhumanista conocida como extropianismo.